# Farmington (Contea di La Crosse, Wisconsin)
Farmington è un comune degli Stati Uniti, situato in Wisconsin, nella Contea di La Crosse.